# 이마라트 캅카스
이마라트 캅카스(체첸어: Имарат Кавказ, 러시아어: Кавказский Эмират 캅카스키 예미라트[*], Kaukaz)는 러시아의 무장 단체로 체첸 공화국의 독립을 주장하는 이츠케리야 체첸 공화국의 후계 조직이다.
도쿠 우마로프가 에미르를 칭하며 조직을 이끌었으나, 2013년 러시아 군에 의해 사살되었다. 그들은 이 나라를 스스로 '국가'로 칭했으나, 국제사회에서는 이를 인정하지 않고 있다.

## 탄생
2007년 10월 31일 이치케리야 체첸 공화국의 대통령이었던 도쿠 우마로프가 아미르를 칭하였고 이 나라를 세웠다. 이로써 이치케리야 체첸 공화국은 끝내 멸망하고 말았다. 이 나라의 영역은 구 이치케리야 체첸 공화국의 영토이며, 북캅카스 일대를 자신들의 땅이라 주장하고 있다.
러시아로부터의 독립과 이슬람교의 장려 등을 목적으로 수없이도 많은 테러를 시행한 것으로 유명하며, 이슬람주의적 성향이 강하다. 비록 체첸 분쟁은 종결되었으나, 2009년에 있었던 넵스키 열차 폭발 사건, 2010년 모스크바 지하철 폭탄 테러, 2011년 도모데도보 국제공항 테러를 일으키기도 했다.
2010년 8월 1일 아슬람베크 바달로프가 에미르로 임명되었다. 그러나 얼마 후 도쿠 우마로프에 의해 그는 실각했다.